# Ефремов, Александр Илларионович
Александр Илларионович Ефремов (10 [23] апреля 1904, Москва — 23 ноября 1951, там же) — советский государственный и хозяйственный деятель.
Депутат Верховного Совета СССР 2—3 созывов. Член ЦК ВКП(б) (1939—1951).

## На комсомольской и партийной работе
- 1918—1919 — слесарь железнодорожных мастерских в Москве.
- 1919—1923 — активист ВЛКСМ: заведующий отделом Краснопресненского райкома РКСМ Москвы, секретарь ячейки РКСМ завода «Дукс», Москва.
- 1923—1926 — краснофлотец, курсант Военно-морского училища имени Фрунзе в Ленинграде.
- 1926—1929 — инспектор, секретарь ячейки ВКП(б) Московского союза потребобществ.
- 1929—1930 — секретарь ячейки ВКП(б) завода «Оргметалл», Москва.

## В станкостроительной промышленности
- 1930—1935 — студент Московского института сельскохозяйственного машиностроения, затем Московского станкоинструментального института.
- 1935—1938 — на Московском станкостроительном заводе имени Орджоникидзе: инженер, мастер, начальник цеха, директор.
- 4—9.1938 — заместитель председателя Исполкома Московского областного Совета депутатов трудящихся.
- 9.9—11.12.1938 — председатель Исполкома Московского областного Совета.
- С 3 ноября 1938 по 14 апреля 1939 — председатель Московского городского Совета депутатов трудящихся[1][2], одновременно председатель Мосгорисполкома[3].
- 1939—1940 — первый заместитель наркома тяжёлого машиностроения.
- В 1941 и 1942—1949 годах нарком (министр) станкостроения СССР.
- 1941—1942 — заместитель наркома танковой промышленности СССР.
- С 1949 года заместитель председателя Совмина СССР.

Умер в 1951 году. Урна с прахом установлена в кремлёвской стене (левая сторона № 28).

## Награды
- Два ордена Ленина (15.04.1939, ...)
- орден Кутузова 2-й степени
- орден Трудового Красного Знамени

## Память
Имя А. И. Ефремова было присвоено в 1951 году Московскому станкостроительному заводу «Красный пролетарий». Завод производил универсальные станки токарно-винторезной группы (1А62, 1К62, 16К20).
В Новосибирске имя А. И. Ефремова носит завод «Тяжстанкогидропресс», один из домов детского творчества, кроме того, в честь Ефремова была названа одна из площадей этого города, впоследствии переименованная в Площадь Сибиряков-Гвардейцев.